# 空知総合振興局
| 空知総合振興局 管内のデータ    |                                                       |
|                                |                                                       |
| 自治体コード                   | 01420-6                                               |
| 発足                           | 2010年4月1日 （空知支庁から改組）                     |
| 面積                           | 5,791.59 km² （2024年10月1日）                        |
| 世帯数                         | 145,207世帯 （2024年1月1日 住民基本台帳）             |
| 総人口                         | 257,011人 （2025年6月30日 住民基本台帳）              |
| 隣接している 振興局管内        | 石狩振興局、胆振総合振興局 上川総合振興局、留萌振興局 |
| 空知総合振興局（旧・空知支庁） |                                                       |
| 所在地                         | 〒068-8558 岩見沢市8条西5丁目                         |
| 外部リンク                     | 空知総合振興局                                        |
| 表 話 編 歴                    |                                                       |

空知総合振興局（そらちそうごうしんこうきょく）は、北海道の総合振興局のひとつ。振興局所在地は岩見沢市。2010年（平成22年）4月1日、空知支庁に代わって発足した。

## 歴史
- 1897年（明治30年） - 空知支庁が設置される。
- 1899年（明治32年） - 富良野村（現在の上富良野町・中富良野町・富良野市・南富良野町）を上川支庁（現在の上川総合振興局）へ移管する。
- 2010年（平成22年） - 空知支庁を空知総合振興局に改組、幌加内町を上川総合振興局へ移管する。

## 所管
従来の空知支庁から雨竜郡幌加内町を除いた地域となる。これは、幌加内町が士別市を始めとする上川管内の自治体と経済的に強く結びついていることが理由である。その一方で岩見沢市と結び付きが強い石狩郡新篠津村は支庁再編後も石狩振興局に属しているほか、札幌市・江別市・北広島市と同一市外局番の空知郡南幌町も移管されずに空知総合振興局に残留している。
また、条例により「広域で所管することが望ましい業務」に関しては空知総合振興局が隣接する石狩振興局管内を含む石狩・空知地方全域において事務を担当する。
14支庁を9総合振興局・5振興局へ再編する北海道総合振興局設置条例では、道央総合振興局（どうおうそうごうしんこうきょく）の名称で、石狩支庁より改組される石狩振興局を下部組織として設置する予定であったが、「格下げ」に対する反発が生じたことから2009年（平成21年）3月に条例を改正。名称を支庁と同じ「空知総合振興局」とし、石狩振興局については総合振興局と同等の地位（地方自治法上の支庁）とされた。なお、空知支庁よりも人口の多い石狩支庁が格下げの対象とされたのは札幌一極集中の助長を防ぐためとされる。

## 人口

### 都市雇用圏（10% 通勤圏）の変遷
以下は、空知総合振興局（旧・空知支庁）管内における都市雇用圏（10% 通勤圏、中心都市の DID 人口が1万人以上）の変遷である。一般的な都市圏の定義については都市圏を参照のこと。
- 10% 通勤圏に入っていない自治体は、各統計年の欄で灰色かつ「-」で示す。

| 自治体 ('80) | 1980年                   | 1990年                   | 1995年                   | 2000年                   | 2005年                   | 2010年                   | 自治体 （現在） |
| ------------ | ------------------------ | ------------------------ | ------------------------ | ------------------------ | ------------------------ | ------------------------ | --------------- |
| 深川市       | 深川 都市圏 3万5376人    | 深川 都市圏 3万0652人    | 深川 都市圏 2万8770人    | 深川 都市圏 3万5079人    | 深川 都市圏 3万2784人    | 深川 都市圏 2万9901人    | 深川市          |
| 妹背牛町     | -                        | -                        | -                        | 深川 都市圏 3万5079人    | 深川 都市圏 3万2784人    | 深川 都市圏 2万9901人    | 妹背牛町        |
| 秩父別町     | -                        | -                        | -                        | 深川 都市圏 3万5079人    | 深川 都市圏 3万2784人    | 深川 都市圏 2万9901人    | 秩父別町        |
| 北竜町       | -                        | -                        | -                        | -                        | -                        | -                        | 北竜町          |
| 沼田町       | -                        | -                        | -                        | -                        | -                        | -                        | 沼田町          |
| 雨竜町       | -                        | -                        | -                        | -                        | -                        | -                        | 雨竜町          |
| 新十津川町   | 滝川 都市圏 6万0610人    | 滝川 都市圏 9万6034人    | 滝川 都市圏 9万2022人    | 滝川 都市圏 9万4421人    | 滝川 都市圏 9万0141人    | 滝川 都市圏 9万6779人    | 新十津川町      |
| 滝川市       | 滝川 都市圏 6万0610人    | 滝川 都市圏 9万6034人    | 滝川 都市圏 9万2022人    | 滝川 都市圏 9万4421人    | 滝川 都市圏 9万0141人    | 滝川 都市圏 9万6779人    | 滝川市          |
| 奈井江町     | -                        | 滝川 都市圏 9万6034人    | 滝川 都市圏 9万2022人    | 滝川 都市圏 9万4421人    | 滝川 都市圏 9万0141人    | 滝川 都市圏 9万6779人    | 奈井江町        |
| 上砂川町     | -                        | 滝川 都市圏 9万6034人    | 滝川 都市圏 9万2022人    | 滝川 都市圏 9万4421人    | 滝川 都市圏 9万0141人    | 滝川 都市圏 9万6779人    | 上砂川町        |
| 砂川市       | 砂川 都市圏 2万5355人    | -                        | 滝川 都市圏 9万2022人    | 滝川 都市圏 9万4421人    | 滝川 都市圏 9万0141人    | 滝川 都市圏 9万6779人    | 砂川市          |
| 歌志内市     | -                        | -                        | -                        | 滝川 都市圏 9万4421人    | 滝川 都市圏 9万0141人    | 滝川 都市圏 9万6779人    | 歌志内市        |
| 赤平市       | 赤平 都市圏 2万5467人    | 赤平 都市圏 1万9407人    | -                        | -                        | -                        | 滝川 都市圏 9万6779人    | 赤平市          |
| 芦別市       | -                        | 芦別 都市圏 2万5078人    | 芦別 都市圏 2万2931人    | 芦別 都市圏 2万1026人    | -                        | -                        | 芦別市          |
| 浦臼町       | -                        | -                        | -                        | -                        | -                        | -                        | 浦臼町          |
| 月形町       | -                        | -                        | -                        | -                        | -                        | -                        | 月形町          |
| 美唄市       | 美唄 都市圏 3万8550人    | 美唄 都市圏 3万5165人    | 美唄 都市圏 3万3434人    | 美唄 都市圏 3万1181人    | 美唄 都市圏 2万9083人    | 美唄 都市圏 2万6034人    | 美唄市          |
| 三笠市       | 岩見沢 都市圏 11万1714人 | 岩見沢 都市圏 10万5884人 | 岩見沢 都市圏 10万8027人 | 岩見沢 都市圏 10万9857人 | 岩見沢 都市圏 10万5604人 | 岩見沢 都市圏 10万0366人 | 三笠市          |
| 岩見沢市     | 岩見沢 都市圏 11万1714人 | 岩見沢 都市圏 10万5884人 | 岩見沢 都市圏 10万8027人 | 岩見沢 都市圏 10万9857人 | 岩見沢 都市圏 10万5604人 | 岩見沢 都市圏 10万0366人 | 岩見沢市        |
| 栗沢町       | 岩見沢 都市圏 11万1714人 | 岩見沢 都市圏 10万5884人 | 岩見沢 都市圏 10万8027人 | 岩見沢 都市圏 10万9857人 | 岩見沢 都市圏 10万5604人 | 岩見沢 都市圏 10万0366人 | 岩見沢市        |
| 北村         | -                        | -                        | 岩見沢 都市圏 10万8027人 | 岩見沢 都市圏 10万9857人 | 岩見沢 都市圏 10万5604人 | 岩見沢 都市圏 10万0366人 | 岩見沢市        |
| 夕張市       | 夕張 都市圏 4万1715人    | -                        | -                        | -                        | -                        | -                        | 夕張市          |
| 栗山町       | -                        | -                        | -                        | -                        | -                        | -                        | 栗山町          |
| 由仁町       | -                        | -                        | -                        | -                        | -                        | -                        | 由仁町          |
| 長沼町       | -                        | -                        | -                        | -                        | -                        | -                        | 長沼町          |
| 南幌町       | -                        | -                        | 札幌 都市圏              | 札幌 都市圏              | 札幌 都市圏              | 札幌 都市圏              | 南幌町          |

### 人口変遷
2021年（令和3年）現在、人口1万人未満の市は日本国内に4市存在するが、その全てが同管内にある（歌志内市、夕張市、三笠市、赤平市）。中でも歌志内市は日本で最も人口の少ない市であり、3千人を割っている。2015年（平成27年）度の日本の市の人口順位では、人口の少ない市10位までにこの4市に加え更に芦別市も加わる。これら5市の全ては、過去に炭鉱で栄えて人口が増えたものの、その後のエネルギー革命による石炭産業の崩壊（特に動力近代化計画で日本国内における蒸気機関車の大量淘汰によって国鉄における石炭の需要が消滅した）で人口が急減したという共通点を持つ。2020年現在、空知管内の10市で市制施行基準の人口（2020年現在は人口5万人）を上回っているのは岩見沢市のみである。岩見沢市と滝川市以外の8市は、人口3万人（平成の大合併における市制施行基準の人口）をも下回る。
道内全体で過疎化が進行する中、空知管内でも先述5市にとどまらず全域で過疎化が進んでおり、過疎地域の指定を受けていないのは岩見沢市・滝川市・空知郡南幌町の2市1町のみとなっている（さらに岩見沢市も平成の大合併の前の旧北村と旧栗沢町の区域が過疎地域に該当する。これは函館市や釧路市など道内他地域でも多く見られる）。
なお、1920年（大正9年）- 1960年（昭和35年）頃（うち1930年代中頃のごく短期間を除く）までは局内の多くの自治体が石炭産業で繁栄していたため空知支庁は14支庁で最も人口が多く、この時期は道庁所在地・札幌を擁する石狩支庁（当時）ですら空知支庁の人口を一度も超えられなかった。人口が激減した現在でも、依然として北海道の14振興局では人口が6位・人口密度が4位と比較的上位に位置している。

## 地理
{{{annotations}}}
| |                                                |  |
| 空知総合振興局と全国の年齢別人口分布（2005年） | 空知総合振興局の年齢・男女別人口分布（2005年） |  |
| ■紫色 ― 空知総合振興局 ■緑色 ― 日本全国 | ■青色 ― 男性 ■赤色 ― 女性                      |  |
| 空知総合振興局（に相当する地域）の人口の推移 \| 1970年（昭和45年） \| 591,721人 \| \| \| 1975年（昭和50年） \| 504,117人 \| \| \| 1980年（昭和55年） \| 484,890人 \| \| \| 1985年（昭和60年） \| 462,434人 \| \| \| 1990年（平成2年） \| 417,373人 \| \| \| 1995年（平成7年） \| 402,394人 \| \| \| 2000年（平成12年） \| 384,440人 \| \| \| 2005年（平成17年） \| 363,642人 \| \| \| 2010年（平成22年） \| 336,254人 \| \| \| 2015年（平成27年） \| 308,330人 \| \| \| 2020年（令和2年） \| 281,964人 \| \| |                                                |  |
| 総務省統計局 国勢調査より |                                                |  |
| 1970年（昭和45年） | 591,721人                                      |  |
| 1975年（昭和50年） | 504,117人                                      |  |
| 1980年（昭和55年） | 484,890人                                      |  |
| 1985年（昭和60年） | 462,434人                                      |  |
| 1990年（平成2年） | 417,373人                                      |  |
| 1995年（平成7年） | 402,394人                                      |  |
| 2000年（平成12年） | 384,440人                                      |  |
| 2005年（平成17年） | 363,642人                                      |  |
| 2010年（平成22年） | 336,254人                                      |  |
| 2015年（平成27年） | 308,330人                                      |  |
| 2020年（令和2年） | 281,964人                                      |  |